# Renascença Portuguesa

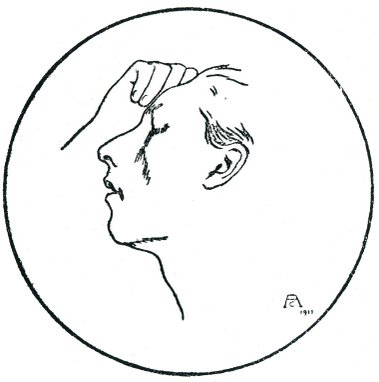
Ex Libris della Renascença Portuguesa (António Carneiro, 1912)

Renascença Portuguesa (in italiano «Rinascita Portoghese») fu un movimento culturale portoghese attivo tra il 1912 e il 1932. 

## Storia
La Renascença Portuguesa fu fondata nel 1912, a Porto, da un gruppo di intellettuali lusitani tra cui Jaime Cortesão, Teixeira de Pascoaes e Leonardo Coimbra. 
Organo ufficiale della Renascença Portuguesa fu la rivista A Águia (in italiano, L'aquila), il cui ultimo numero, pubblicato nel 1932, segna la fine del movimento stesso. 
È quindi evidente che tale movimento abbia attraversato quasi per intero il convulso - e culturalmente effervescente - periodo della Prima Repubblica Portoghese, compreso tra l'abolizione della monarchia (1910) e l'inizio del regime autoritario e dittatoriale di António de Oliveira Salazar (e, in seguito, di Marcello Caetano), denominato Estado Novo (1932-1974).

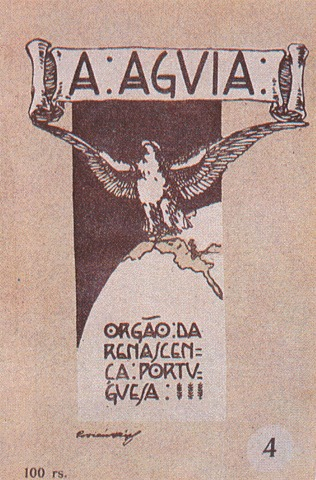
Copertina della rivista A Águia, organo ufficiale della Renascença Portuguesa

In questo contesto, la Renascença Portuguesa cercò di fornire risposte e proposte, attraverso la cultura e il pensiero, per affrontare e risolvere il senso di decadenza che la società e la cultura nazionali vivevano a quel tempo, anche in seguito a crisi istituzionali e geopolitiche come l'Ultimatum Britannico del 1890, e che gli intellettuali cercavano di affrontare da decenni, almeno dai tempi della Generazione del 70.

## Proposta culturale
Nonostante una certa eterogeneità di idee e figure, la Renascença Portuguesa costituisce senza dubbio la culla e il contesto di riferimento del saudosismo, sia in campo letterario, sia filosofico. In questo senso, l'intellettuale che più incarna l'impianto ideologico di tale movimento è il poeta Teixeira de Pascoaes, anche se dal punto di vista filosofico il nome di maggior spicco è Leonardo Coimbra, che in quel clima fu il fondatore, nel 1919, della Facoltà di Lettere dell'Università di Porto.
La proposta culturale della Renascença Portuguesa presenta elementi di tipo nazionalista, messianico e sebastianista, che confluiscono nel tentativo di cercare, immaginare e sostenere una sintesi tra nazionalismo e universalismo, attraverso la definizione di un modo di sentire, pensare e fare arte tipico portoghese, essenzialmente indipendente dalle influenze culturali straniere. Si tratta di un pensiero il più delle volte spiritualista, metafisico, sensibile al misticismo, di stampo antipositivista, in cui spesso poesia e filosofia dialogano e si fondono.
Molto influente nella cultura portoghese contemporanea, la Renascença Portuguesa ha visto tra i suoi esponenti alcuni dei più importanti poeti e pensatori del Portogallo novecentesco, tra cui, in una fase iniziale della sua attività pubblica di scrittore, Fernando Pessoa, il quale in seguito se ne distaccò per fondare una sua rivista, Orpheu, attorno alla quale riunì i primi modernisti portoghesi nel 1915. Altre importanti fuoriuscite dal movimento furono, nel corso degli anni, quelle di Raul Proença, António Sérgio e Jaime Cortesão, che diedero vitale impulso, a partire dagli Anni 1920, alla rivista e al gruppo denominati Seara Nova.